# 목포이로초등학교
목포이로초등학교는 대한민국 전라남도 목포시 용해동에 있는 공립 초등학교다.

## 학교 연혁
- 1923년 9월 1일 무안군 이로공립보통학교(4년제) 개교설립인가 6월 1일
- 1927년 4월 1일 수업 연한6년제 개편
- 1938년 4월 1일 이로공립심상소학교로 개칭[1]
- 1941년 4월 1일 이로공립국민학교로 개칭[2]
- 1949년 12월 31일 이로국민학교로 명칭 변경[3]
- 1963년 1월 1일 목포이로국민학교로 개칭(목포시 편입)[4]
- 1966년 9월 16일 현 위치로 이전
- 1995년 2월 15일 컴퓨터실 신설
- 1995년 3월 1일 병설유치원 개원
- 1996년 3월 1일 목포이로초등학교로 개칭[5]
- 1996년 3월 31일 다목적교실 중강당 신축
- 1997년 9월 11일 식당 겸용 다용도교실 증축
- 2009년 9월 4일 도서관 개관
- 2009년 12월 28일 Wee 클래스 개설
- 2010년 2월 18일 제2과학실 리모델링
- 2010년 5월 27일 보육교실(돌봄교실) 개설
- 2010년 8월 4일 체력단련실 개설
- 2010년 8월 9일 영어체험교실 개관
- 2010년 11월 9일 그린스쿨 사업 준공[6]
- 2010년 12월 23일 보건실 현대화 사업
- 2018년 2월 9일 제93회 졸업식(96명) 누계 : 17,764명
- 2018년 3월 1일 초등학교 29학급, 유치원 4학급 편성
- 2019년 2월 15일 제94회 졸업식(125명) 누계 : 17,889명
- 2019년 3월 1일 초등학교 29학급, 유치원 4학급 편성
- 2020년 1월 10일 제95회 졸업식 (141명) 누계 : 18,030명
- 2020년 3월 1일 초등학교 31학급, 유치원 4학급 편성
- 2021년 1월 8일 제96회 졸업식 (126명) 누계 : 18,156명
- 2021년 3월 1일 초등학교 31학급, 유치원 4학급 편성
- 2021년 3월 1일 제30대 조완문 교장 부임
- 2022년 1월 7일 제97회 졸업식 (136명) 누계 : 18,292명
- 2023년 1월 11일 제98회 졸업식 (137명) 누계 : 18,429명
- 2024년 1월 12일 제99회 졸업식 (112명) 누계: 18,541명
- 2024년 3월 1일 제31대 서동순 교장 부임

## 학교 상징
- 교화 - 개나리 : 끈질긴 생명력
- 교목 - 향나무 : 변함없는 마음, 튼튼한 사람
- 교색 - 녹색 : 순수, 순결

## 참고 자료
- 목포이로초등학교 - 한국교육학술정보원 학교알리미